# 특수급습부대
특수급습부대(일본어: 特殊急襲部隊 도쿠슈큐슈부타이[*], 영어: Special Assault Team (SAT))는 일본 경찰청 소속 대테러부대이다.

## 역사
SAT는 1972년 아사마 산장 사건이나 1974년에 일어난 미쓰비시중공 폭파 테러 등에 대응하는 부대로서 1977년 특수무장경찰이라는 이름으로 창설됐다.  
또, 1995년에 일어난 도쿄 지하철 사린 사건에 의해, 더욱 강력한 장비가 필요하게 되어, 1996년에 의해 장비가 완비된 부대로서 재편성되어, 현재의 SAT가 탄생했다. 도쿄, 후쿠오카, 오사카 경시청에 주력 부대를 배치하고 있지만, 그 밖에도 홋카이도나 가나가와에도 부대를 배치하고 있다.  
인원수는 11개 반에 300명으로 담당지역은 일본 전국, 그리고 해외로의 전개도 해당 국가의 허가가 내리면 신속하게 전개할 수 있다.  
실제로 1990년 걸프 전쟁 때나 1999년 동티모르 분쟁 때에는 일본인 구출의 명목으로 파견된 적이 있다.  당시의 자위대에는 아직 타국에 탑승 일본인을 구출한다는 것이 법률로 인정되지 않았기 때문에 특수급습부대를 파견하기에 적합하였다.
현재는 일본인의 구출이나 수송은, 자위대가 실시하게 되어 있다.  또, 2015년에는 일본인이 시리아에서 ISIS 전투원에게 구속되는 사건이 발생했지만, 그 때에 일본 정부는 '자위대의 특수 부대인 특수작전군이나 SAT의 부대를 비밀리에 파견하자' 라고 생각했지만, 시리아 정부의 승인을 얻지 못했기 때문에, 단념했다고 한다
일본 국내 사건에서는 1979년 오사카에서 일어난 소총 난사 사건에서 범인을 사살함으로써 인질을 구출했다.  1995년에는 홋카이도의 하코다테 공항에서 항공기가 남자에게 탈취된다는 사건이 발생했다. 이때 SAT는 기동대의 기내 돌입을 지원해 범인 체포까지 일련의 절차를 기동대원들에게 지도했다.  또, 1996년에 미야자키현에서 일어난 총난사 사건에서는, SAT의 저격반이 라이플로 남자를 저격했지만, 사망하는 것은 없고, 치명상을 입었을 뿐이었다.
SAT는 지금까지 수많은 흉악범죄를 강행 돌입이나 무력에 의해 해결해 왔지만, 2007년 아이치현에서의 총 난사 사건에서는 SAT 대원에게 순직자를 내고 있다.  일본의 특수부대 중에서는 해상보안청의 SST와 마찬가지로 상당한 실전 경험을 가진 부대이다.